# Лоуел (Охајо)
Лоуел (енгл. Lowell) град је у америчкој савезној држави Охајо.

## Демографија
По попису из 2010. године број становника је 549, што је 79 (-12,6%) становника мање него 2000. године.
| Група             | 2000.       | 2010.       |
| Белци             | 623 (99,2%) | 541 (98,5%) |
| Афроамериканци    | 0 (0,0%)    | 2 (0,4%)    |
| Азијати           | 0 (0,0%)    | 0 (0,0%)    |
| Хиспаноамериканци | 3 (0,5%)    | 2 (0,4%)    |
| Укупно            | 628         | 549         |